# Pierre Blondiaux
Pierre Auguste Blondiaux, född 23 januari 1922 i Paris, död 14 april 2003 i Nice, var en fransk roddare.
Blondiaux blev olympisk silvermedaljör i fyra utan styrman vid sommarspelen 1952 i Helsingfors.